# XII Batallón de Fortificación de la Luftwaffe
El XII Batallón de Fortificación de la Luftwaffe (XII. Luftwaffen-Festungs-Bataillon) fue una unidad de la Luftwaffe durante la Segunda Guerra Mundial.

## Historia
Fue formado en septiembre de 1944 en Jüterbog a partir del 1212.º Batallón de Campaña de la Luftwaffe en el III Comando Administrativo Aéreo. Entró en acción en Aquisgrán (Stolberg) bajo el VII Ejército. Para la formación se recurrió a personal de la Escuela Técnica Superior Aérea en Jüterbog, 3ª Escuela Técnica Aérea en Múnich, 3ª Escuela Técnica Aérea en Wischau y el III Batallón de Reemplazo Aéreo, VII Batallón de Reemplazo Aéreo, XII Batallón de Reemplazo Aéreo y el XVII Batallón de Reemplazo Aéreo. Los restos formaron el 4./53.º Regimiento Aéreo. El 9 de septiembre de 1944, se trasladó a Stolberg y estuvo en servicio en el Muro Occidental. El 22 de septiembre de 1944, el batallón fue puesto al mando de la 116.ª División Panzer. El 9 de octubre de 1944 se incorporó al 253.º Regimiento de Granaderos. El 31 de octubre de 1944 fue absorbido por la 275.ª División de Infantería.
| Unidad       | Correo Postal |
| Plana Mayor  | 60229 A       |
| 1.ª Compañía | 60229 B       |
| 2.ª Compañía | 60229 C       |
| 3.ª Compañía | 60229 D       |

Nota: En otras fuentes se menciona que el 27 de septiembre de 1944 fue subordinado a la 116.ª División de Infantería.

Nota: En otras fuentes, la fecha de incorporación es errónea, ya que el 15 de octubre de 1942 se forma el 253.º Regimiento de Granaderos.